# Reissend Nollen
Reissend Nollen är en bergstopp i Schweiz.   Den ligger i kantonen Obwalden, i den centrala delen av landet, 80 km öster om huvudstaden Bern. Toppen på Reissend Nollen är 3 003 meter över havet, eller 327 meter över den omgivande terrängen. Bredden vid basen är 4,4 km.
Terrängen runt Reissend Nollen är huvudsakligen mycket bergig. Närmaste större samhälle är Engelberg, 6,1 km norr om Reissend Nollen. 
Trakten runt Reissend Nollen består i huvudsak av gräsmarker. Runt Reissend Nollen är det mycket glesbefolkat, med 3 invånare per kvadratkilometer.